# بواي
بواي (بالفرنسية: Bouaye)‏(
تنطق بالفرنسية: [bwɛ]
 أو
[bwɛj]
؛  (بالبريتانية: Bouez)‏ هي بلدية تقع في إقليم لوار الأطلسية غرب فرنسا.

## النقل
تقدم محطة بواي خدمات القطارات بين بورنيك سان جيل كروا دي في في ونانت.

## وصلات خارجية
- الموقع الرسمي